# Chiesa di San Colombano (Cogorno)
La chiesa di San Colombano è un luogo di culto cattolico situato nella frazione di San Colombano della Costa, in via Umberto Vittorio Podestà, nel comune di Cogorno, nella città metropolitana di Genova. La chiesa è sede della parrocchia omonima del vicariato di Sturla e Graveglia della diocesi di Chiavari.

## Storia e descrizione

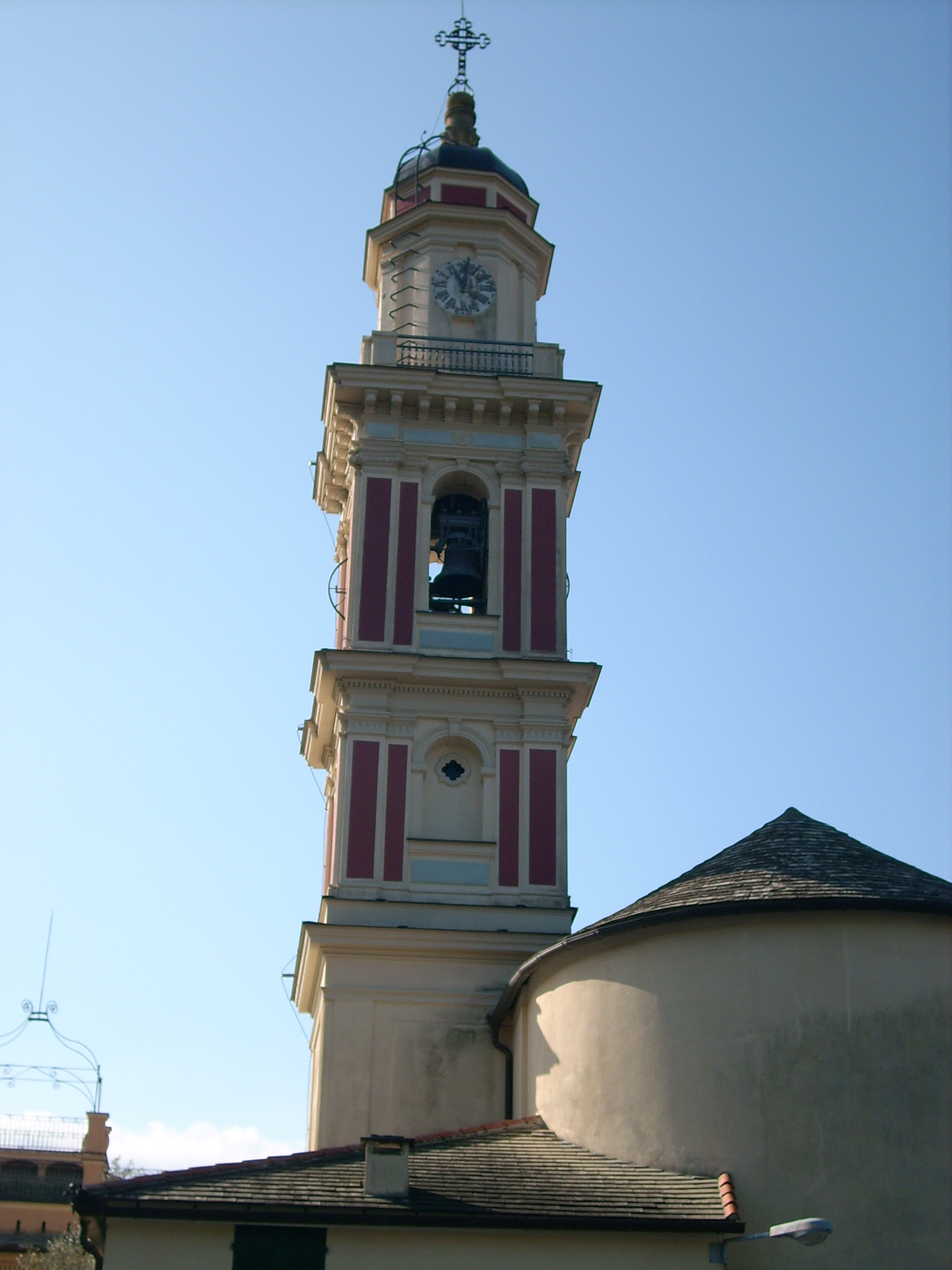
Il campanile

La chiesa è situata nella frazione di San Colombano della Costa, al di sopra della costa che dal monte San Giacomo discende verso la piana del fiume Entella, ed intitolata a san Colombano, abate.
La sua comunità parrocchiale fu istituita nel XIII secolo.
Assieme alla comunità parrocchiale di Panesi furono entrambe incorporate in seguito alla parrocchia di Santa Maria in Monticelli. Ricostruita nel corso del Seicento è stata più volte rimaneggiata nei secoli successivi così come si presenta oggi; l'interno è ad unica navata con colonne e statue in stile barocco.
Il primo vescovo di Chiavari, monsignor Fortunato Vinelli, la creò rettoria indipendente il 10 maggio del 1897.